# Luigi Bechi

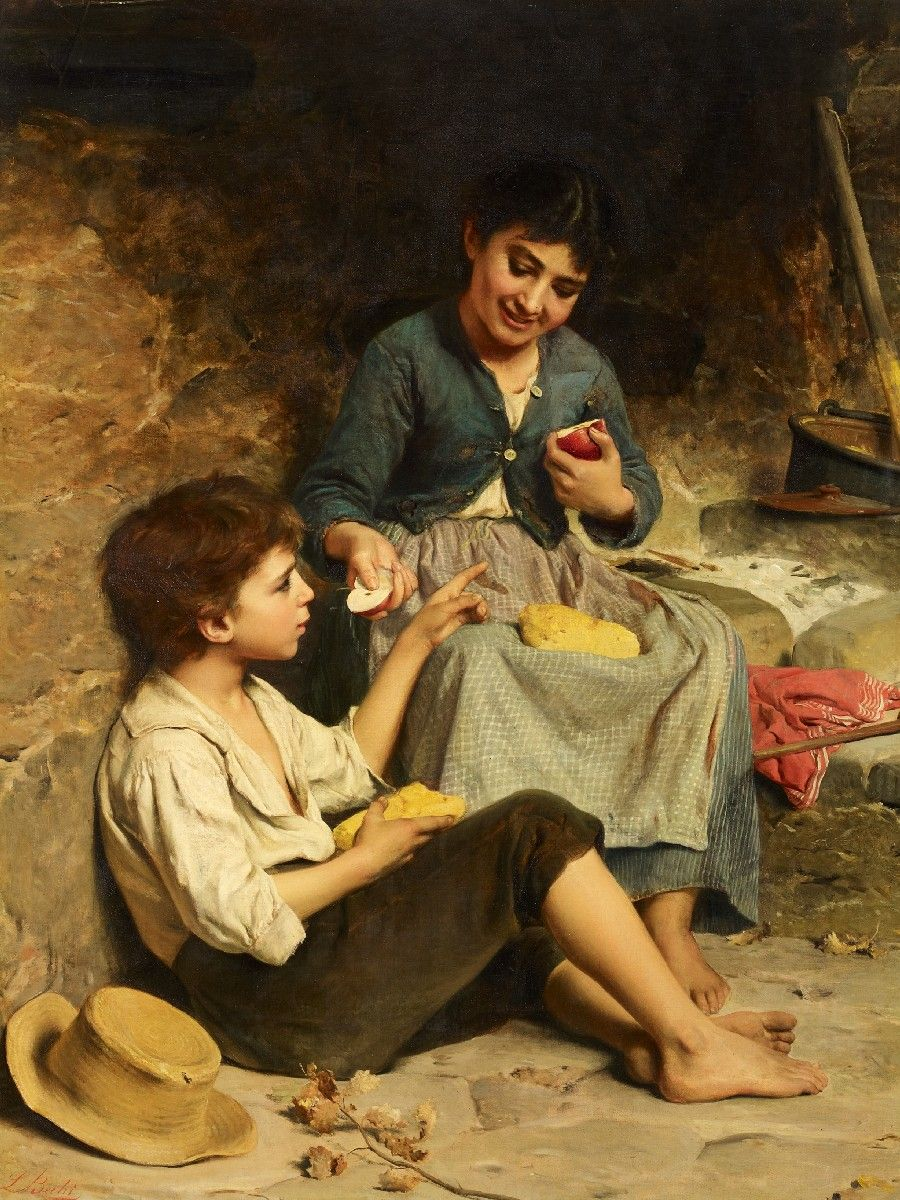
Luigi Bechi: Zwei Kinder mit Brot und Äpfeln bei der Pause. (um 1870)

Luigi Bechi (auch Becchi) (* März 1830 in Florenz; † 19. November 1919 ebenda) war ein italienischer Maler. Als Künstler, der sowohl der traditionellen akademischen als auch der realistischen Malerei zugewandt war, spielte er eine Rolle in der Erneuerung der toskanischen Malerei während des Risorgimento.

## Leben und Wirken
Luigi Bechi wurde im März 1830 in Florenz geboren. Er studierte von 1843 bis 1853 an der Accademia di Belle Arti in seiner Heimatstadt. Dort besuchte er Kurse im Zeichnen und Malen (insbesondere Historienmalerei) bei Giuseppe Bezzuoli, Enrico Pollastrini (1817–1876), Benedetto Servolini (1805–79) und Tommaso Gazzarini (1790–1853). Ab 1848 fertigte er als Schüler Bezzuolis Kopien der Werke alter Meister an. 1849 wurde er von der Akademie für seine Aktzeichnungen prämiert. 1852 nahm er an der Triennale teil. Im Jahr darauf begann er mit dem Malen akademischer Gemälde. Später machte er sich dagegen die Ziele der Künstlergruppe Macchiaioli zu eigen, die sich für eine realistische Bildauffassung einsetzte. 1859 nahm er am italienischen Unabhängigkeitskrieg teil und verwendete Erfahrungen daraus als aktuell-historische Themen für seine Arbeiten. Im gleichen Jahr nahm er mit den Macchiaioli-Mitgliedern Giovanni Fattori, Saverio Altamura (1822–1897), Giovanni Costa (1833–1893) und Silvestro Lega (1826–1895) an der ersten gesamtitalienischen Ausschreibung zur Förderung patriotisch-nationaler Kunst Concorso Ricasoli teil und gewann dort mit dem Karton für das Gemälde Il Marchese Fadini salva la vita al colonnello De Sonnaz a Montebello (Der Marchese Fadini rettet dem General De Sonnaz in Montebello das Leben) den zweiten Platz in der Abteilung Episodi militari. Dieses Gemälde sollte zu einem der wichtigsten Werke von Bechi werden und wird als beispielhaft für den damaligen Wunsch in Italien nach realistisch gemalten patriotischen Bildern angesehen. Noch unvollendet stellte er es 1861 auf der Nazionale Esposizione (Nationalausstellung) in Florenz aus und vollendete es 1862 im Auftrag der italienischen Regierung. Später ging es in die Sammlung des Museums Galleria d’Arte Moderna des Palazzo Pitti über. Auf der Nazionale Esposizione zeigte Bechi aber auch akademische Bilder, wie das dort mit einer Auszeichnung gewürdigte Michelangelo che veglia il servo Urbino morente. Um das Jahr 1861, nachdem er eine Parisreise unternommen hatte, begann sich Bechi bei Freund und Gastgeber Diego Martelli (1839–1896) und der Scuola di Castiglioncello überwiegend der Landschaftsmalerei zu widmen. Dabei blieb er von der impressionistischen Strömung unbeeinflusst und weitgehend der Ateliermalerei treu, obwohl er in Paris die Freilichtmalerei kennengelernt hatte. Neben zahlreichen Ausstellungen in Florenz, stellte Bechi unter anderem auch in Genua (1864), Paris (1867) und London (1879) aus. Er unterhielt außerdem eine private Malschule, die auch Frauen offen stand. 1866 nahm er erneut am Unabhängigkeitskrieg teil und geriet bei Bezzecca in Gefangenschaft. Als er zurückkam, wurde seine Malerei anekdotischer. 1870 wurde er Professor der Accademia di Belle Arti und übernahm bei vielen Wettbewerben die Rolle des Prüfers. Er konzentrierte sich auf die Genremalerei und nahm kaum noch an Ausstellungen teil. 1919 starb er in Florenz.

## Werke (Auswahl)
- Il Marchese Fadini salva la vita al colonnello De Sonnaz a Montebello (Der Marchese Fadini rettet dem General De Sonnaz in Montebello das Leben), 1859–1862, Öl auf Leinwand, 174 × 232 cm, Galleria d’Arte Moderna (Palazzo Pitti).[2]
- Susanna e i vecchi. Ausgestellt auf der Nazionale Esposizione 1861.
- Michelangelo che veglia il servo Urbino morente. Ausgestellt auf der Nazionale Esposizione 1861.
- Primavera della vita. 1864 in Genua ausgestellt, danach von Otto von Savoyen erworben und häufig repliziert.[1]
- Veduta al Gombo. Ausgestellt in Paris 1867.
- Costume romano. Ausgestellt in London 1879.
- Zwei Kinder mit Brot und Äpfeln bei der Pause. Signiert unten links: L. Bechi., etwa 1870, Öl auf Leinwand, 116 × 88 cm.
- La bolla di sapone., 1886, ausgestellt in der Galleria Pisani in Florenz
- La lezione di treccia. 1888
- Scherzi col gomitolo. 1888
- Dopo la burrasca. Pinakothek, Genua.
- Casa rustica. Galleria d’Arte Moderna.
- Contadina con un vaso. Museo del Prado, Madrid.[3]

## Ausstellungen (Auswahl)
- 1853: Promotrice di belle arti in Florenz
- 1861: Promotrice di belle arti in Florenz
- 1861: Nazionale Esposizione in Florenz
- 1865: Nazionale Esposizione
- 1908/1909: 4. Esposizione associazione degli artisti italiani
- 1933: Galleria Fontanarosa in Rom
- 1956: Galleria Nazionale d’Arte Moderna in Rom[3]